# Orthochirus fuscipes
Espèce
Synonymes
- Butheolus melanurus fuscipes Pocock, 1900
- Paraorthochirus blandini Lourenço & Vachon, 1997
- Orthochirus blandini (Lourenço & Vachon, 1997)

Orthochirus fuscipes est une espèce de scorpions de la famille des Buthidae.

## Distribution
Cette espèce est endémique du Pakistan,. Elle se rencontre au Baloutchistan et au Sind.

## Description
Orthochirus fuscipes mesure de 24 à 40 mm.

## Systématique et taxinomie
Cette espèce a été décrite sous le protonyme Butheolus melanurus fuscipes par Pocock en 1900. Elle suit son espèce dans le genre Orthochirus en 1917. Elle est élevée au rang d'espèce par Vachon en 1949.
Orthochirus blandini a été placée en synonymie par Kovařík, Fet et Yağmur en 2020.

## Publication originale
- Pocock, 1900 : « Arachnida. » The fauna of British India, including Ceylon and Burma, London, Taylor and Francis, p. 1-279 (texte intégral).